# Spargania viridissima
Spargania viridissima là một loài bướm đêm trong họ Geometridae.